# City-air Germany
City-air ist der Name einer von März 2000 bis Februar 2004 tätigen deutschen Fluggesellschaft, die zunächst in Büren-Ahden am Flughafen Paderborn/Lippstadt beheimatet war. Der Vorstandsvorsitzende war Ernst Brokbals, Hauptgesellschafter zuletzt der Bauunternehmer Albert Sahle.

## Geschichte
Die City-air Germany AG ging aus der seit 1997 am Flughafen Paderborn/Lippstadt mit Luftfrachtflügen für das Computerunternehmen Siemens-Nixdorf tätigen TAG Teuto Airways Germany AG hervor, die wiederum eine Abspaltung des Hubschrauberunternehmens Teuto Air Lufttransporte war. Am 10. März 2000 nahm die TAG Teuto Airways Germany unter dem neuen Namen TAG City Air Passagierflüge auf der Linie Paderborn/Lippstadt – Berlin-Tempelhof auf, die man nebst einem Flugzeug vom Typ "Fairchild Swearingen Metro III" von der Fluggesellschaft OLT übernommen hatte. Ab Oktober 2000 bediente City-air mit der Verbindung Paderborn/Lippstadt – Dresden – Poznań (Polen) eine zweite Linienstrecke. Am 22. Januar 2001 folgte mit Mönchengladbach – Leipzig/Halle – Dresden eine weitere Strecke, für die man eine zweite "Metro III" in Dienst stellte.
Ab Spätsommer 2001 verlagerte City-air ihre Aktivitäten zunehmend zum Flughafen Münster/Osnabrück und flog von dort zu den Zielen Nürnberg, Dresden, Leipzig/Halle (jeweils ab August), Kopenhagen (ab September) und Berlin (ab Oktober). Die Flotte wurde in dieser Zeit auf vier Metro der Versionen III und 23 ausgebaut. Mit dieser Neuausrichtung ging im Herbst 2001 der Einstieg des Unternehmers Albert Sahle einher, der zunächst 25,2 % und später 100 % der Anteile an der Gesellschaft erwarb. Mit der Umfirmierung in City-air Germany AG folgte eine Verlagerung des Firmensitzes nach Greven, nahe dem Flughafen Münster-Osnabrück.
Im Jahr 2002 übernahm City-air von der Regionalfluggesellschaft Eurowings, die nach ihrer Teilübernahme durch die Lufthansa aus kartellrechtlichen Gründen einige ihrer Regionalstrecken aufgeben musste, die Verbindungen Dortmund – Berlin und Paderborn/Lippstadt – Stuttgart sowie eine 46-sitzige ATR 42-500. Dies kam ab Oktober 2002 auf einer neuen Strecke Köln/Bonn – Kopenhagen zum Einsatz. Ab 2. Januar 2002 beteiligte sich City-air auch am Miles & More-Kundenbindungsprogramm.
Im Jahr 2003 übernahm City-air drei gebrauchte 33-sitzige Saab 340B Turboprop-Flugzeuge. Insgesamt sechs Maschinen dieses Typs sollten sukzessive die kleineren Fairchild SA-227AC Metro ablösen. Im Laufe des Jahres nahm man zahlreiche neue Verbindungen auf und flog erstmals u. a. nach Salzburg, Linz (von Berlin), Budapest (von Dresden) und Zürich (von Münster/Osnabrück).
Am Abend des 27. Februar 2004 stellte City-air ihren Flugbetrieb ein. Am 1. März 2004 wurde Insolvenzantrag gestellt. Im Verlauf des März 2004 sah der Insolvenzverwalter Hubertus Bange zunächst noch Chancen für die Wiederaufnahme des Flugbetriebes auf einigen Strecken. Hierzu kam es jedoch nicht. Einige der von City-air am Flughafen Münster/Osnabrück bedienten Strecken wurden von der Konkurrentin European Air Express übernommen. Am Flughafen Dortmund wurde 2005 die neu gegründete Dauair aktiv, die bis zu ihrer Insolvenz im August 2006 einige frühere City-air-Strecken betrieb.
Die City-air beschäftigte zuletzt 85 Mitarbeiter. Insgesamt betrieb die Gesellschaft bis zu sieben Turboprop Maschinen. Neben bis zu vier 19-sitzigen Fairchild SA-227AC Metro und drei 34-sitzigen Saab 340B gehörte auch eine 46-sitzige ATR 42-500 zum Flugzeugpark. Im letzten vollen Geschäftsjahr 2003 wurden auf zehn Strecken 82.000 Fluggäste befördert, im Jahr 2002 70.000 Passagiere.

## Flugziele
Schwerpunkt war der innerdeutsche Regionalflugverkehr mit den Zielen Heringsdorf auf Usedom, Berlin-Tempelhof, Paderborn/Lippstadt, Dortmund, Köln/Bonn und Stuttgart. Im benachbarten Ausland wurden Zürich, Salzburg sowie das SAS Drehkreuz Kopenhagen bedient.

## Flotte
- ATR 42
- Fairchild SA-227AC Metro
- Saab 340B